# مقاطعة واشنطن (آيوا)
مقاطعة واشنطن (بالإنجليزية: Washington County)‏ هي إحدى مقاطعات ولاية آيوا في الولايات المتحدة الأمريكية.

## أعلام
- تشارلز بوروز
- إيرل دبليو. فنسنت
- لاري ماريك
- جيمس لويس جيلز